# Henri Patrelle
Henri Patrelle, né le 5 novembre 1918 à Avesnes-en-Bray et mort le 25 décembre 1995 à Ville-la-Grand, est un footballeur et dirigeant sportif français. En 1942, il devient président du club de football Stade Saint-Germain puis du PSG entre 1971 et 1974. 
Cheville ouvrière du club depuis 1942, président de 1958 à 1962, de 1964 à 1970 puis de 1971 à 1974. Il fut également vice-président de la Fédération française de football à la fin des années 1960.

## Biographie
Assureur de son état, Henri Patrelle combinait ses fonctions au club avec d'autres mandats à la Ligue de Paris, à la Commission du Football Amateur ou la Fédération française de football (FFF) (vice-président).
Homme de compromis, qualité primordiale pour un assureur, Patrelle avait « mis le doigt dans l'engrenage » (dixit Patrelle) en acceptant d'être responsable des licences au Stade Saint-Germain en 1942. De commissions à la Ligue de Paris en délégations à la Fédération, il se tailla rapidement un statut de ponte du football amateur français.
Avec Fernand Sastre, il fut ainsi le grand artisan de la réforme du football français en 1970 qui cassa la ségrégation entre Amateurs et Pros. Ce combat qui prit des accents de guerre religieuse dura près d'une décennie.
Intendant de l'équipe de France après l'arrivée de Daniel Hechter au PSG, il fut au cœur de la fameuse affaire des maillots du match France-Hongrie à la Coupe du monde 1978. L'histoire couta sa place d'intendant à Patrelle, mais pour éviter de trop froisser ce grand serviteur du football français, on « professionnalisa », à juste titre, ce secteur du Club France.